# Elsteraue
Elsteraue è un comune tedesco di 7 886 abitanti situato nel land della Sassonia-Anhalt.